# Irische Männer-Handballnationalmannschaft
Die irische Männer-Handballnationalmannschaft repräsentiert die Irish Olympic Handball Association, den Handballverband Irlands, als Auswahlmannschaft auf internationaler Ebene bei Länderspielen im Handball gegen Mannschaften anderer nationaler Verbände.
Die Bezeichnung Olympic Handball wurde in Abgrenzung zum in Irland allgemein kurz Handball genannten Gaelic Handball gewählt, was eine völlig andere, Pelota-ähnliche Sportart ist.

## Geschichte
Der irische Handballverband wurde 1975 gegründet. Seit 1984 ist er Mitglied in der Internationalen Handballföderation (IHF) und seit 1992 in der Europäischen Handballföderation (EHF).
1984 nahm die Auswahl an einem Vier-Länder-Turnier im englischen Liverpool teil. Dort unterlag sie gegen England (1:12), Schottland (5:20) und Wales (14:16).
Irland nahm an allen von der Europäischen Handballföderation organisierten EHF Challenge Trophys teil. Bei der ersten Austragung 1999 gelang nach fünf Niederlagen in der Vorrunde ein Sieg im Spiel um Platz 5 gegen Malta (23:19). 2001 verlor die Mannschaft alle fünf Spiele und wurde Achte. 2003 und 2005 (in Dublin) wurde sie nach jeweils sechs Niederlagen erneut Letzte. 2007 gewann die Auswahl gegen Schottland (27:23) und erreichte ein Unentschieden gegen Malta (25:25), die übrigen drei Spiele gingen verloren. 2009 besiegte man nach Niederlagen gegen Malta und Finnland erneut Schottland (35:29). Bei der letzten Austragung 2012 verlor das Team alle drei Vorrundenspiele.
Ab 2015 nahm Irland an der von der Internationalen Handballföderation ausgerichteten IHF Emerging Nations Championship teil. 2015 gewann man nach vier Niederlagen in der Platzierungsrunde gegen Andorra (36:29) und im Spiel um Platz 13 gegen Albanien (33:29). 2017 schlug man in der Gruppenphase Albanien mit 50:33. In der Verliererrunde gewann man gegen Malta und wurde nach Niederlagen gegen Aserbaidschan und Großbritannien Zwölfter. 2019 spielte man in der Vorrunde Unentschieden gegen Nigeria (31:31) und schlug Malta mit 41:23. In der Platzierungsrunde unterlag man Indien nach Siebenmeterwerfen und besiegte Malta im Spiel um Platz 11.